# Światło (czasopismo)

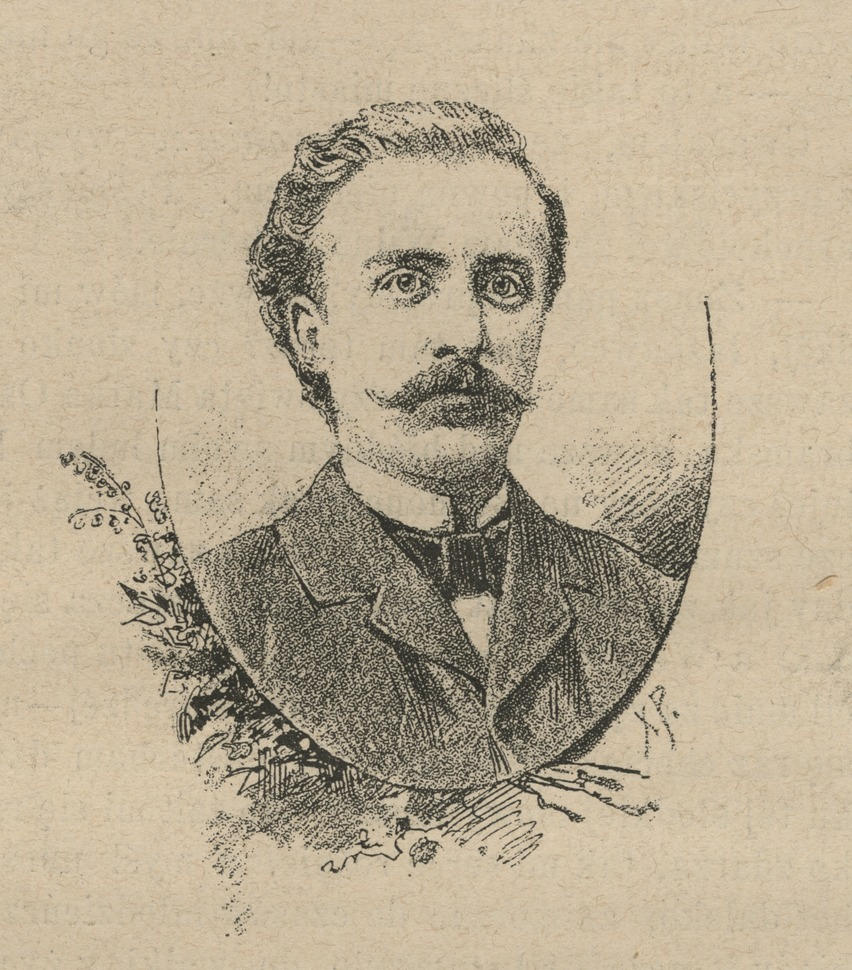
Józef Jerzy Boguski – redaktor prowadzący miesięcznika Światło

Światło – polski ilustrowany miesięcznik o tematyce fotograficznej, wydawany w Warszawie w latach 1898–1900.

## Historia
Pierwszy numer miesięcznika Światło wydrukowano w październiku 1898. Był czasopismem wydawanym staraniem Jadwigi Golcz – polskiej artystki fotograf, współtwórczyni pierwszej szkoły fotograficznej w Polsce – liczył 48 stron. Zawartość czasopisma stanowiły aktualne wiadomości fotograficzne, ilustrowane artykuły o fotografii, estetyce w fotografii, artykuły poświęcone technice i chemii fotograficznej oraz opisy sprzętu fotograficznego (kamery, obiektywy). 
Wiele miejsca poświęcono na prezentację zdjęć polskich fotografów (do miesięcznika dołączano wkładki na papierze kredowym – reprodukcje fotografii polskich artystów fotografów). W miesięczniku m.in. zwracano uwagę na polskie słownictwo fotograficzne (m.in. zadbano o jego uporządkowanie). Z czasopismem stale współpracowali m.in. L. Kossakowski, A. Rzeszotarski, S. Szalay, A. Karoli, M. Wierusz-Kowalski, K. Pruszyński. 
Światło było oceniane jako jedno z najpoważniejszych czasopism fotograficznych w ówczesnym czasie – wymienione w V tomie Encyklopedii Powszechnej Orgelbranda, w 1899 roku. 
Pierwszym redaktorem prowadzącym miesięcznika Światło był Józef Jerzy Boguski – związany z Towarzystwem Fotograficznym Warszawskim.